# 에디 하우
에드워드 존 프랭크 "에디" 하우 (Edward John Frank "Eddie" Howe, 1977년 11월 29일 ~ )는 현재 뉴캐슬 유나이티드의 사령탑을 맡고 있는 잉글랜드의 전직 축구 선수이자 현 축구 지도자로 현역 시절 AFC 본머스의 주축 수비수로 활약했으며 EFL 최연소 사령탑 출신이기도 하다.

## 선수 시절
1995-96 시즌 당시 풋볼 리그 세컨드 디비전  소속팀인 AFC 본머스 입단 후 2001-02 시즌까지 공식전 234경기 13골을 기록하며 1997-98 시즌 EFL 트로피 준우승에 기여했다.
그 후 포츠머스 FC와 스윈던 타운을 거쳐 2004-05 시즌을 앞두고 친정팀인 본머스로 복귀하여 2006-07 시즌을 끝으로 은퇴할 때까지 공식전 76경기 2골을 기록하는 등 본머스에서만 무려 공식전 310경기 16골을 기록하며 본머스의 수비 라인을 든든히 지켰다.

## 지도자 경력

### AFC 본머스
2006-07 시즌을 끝으로 선수 생활을 마감한 뒤 2008-09 시즌을 앞두고 친정팀인 본머스의 사령탑으로 부임하여 2010-11 시즌 중반까지 공식전 102경기 51승 18무 33패를 기록하며 2009-10 시즌 EFL 리그 투 준우승 및 차기 시즌 EFL 챔피언십 승격을 이끌었다.
그 후 2011-12 시즌에는 번리 FC의 사령탑을 맡았다가 2011-12 시즌을 끝으로 번리 감독직에서 물러난 뒤 본머스의 사령탑으로 재부임하여 2019-20 시즌까지 공식전 356경기 143승 77무 136패를 기록하며 2012-13 시즌 EFL 리그 원 준우승, 2014-15 시즌 EFL 챔피언십 우승 및 창단 첫 프리미어리그 승격, 3번의 EFL컵 8강 진출(2014-15, 2017-18, 2018-19) 등의 성과를 이끌었다.

### 뉴캐슬 유나이티드
2021-22 시즌을 앞두고 뉴캐슬 유나이티드의 사령탑으로 부임한 이후 현재까지 공식전 173경기 88승 37무 48패를 기록 중이며 이 과정에서 2022-23 시즌 EFL컵 준우승, 2024-25 시즌 EFL 우승 그리고 2003-04 시즌 이후 20년만의 UCL 진출이자 8강에 올랐던 2012-13년 UEFA 유로파리그 이후 11년만의 UEFA 클럽 대항전 진출을 이끌었다.

## 수상 내역

### 클럽 (선수)
AFC 본머스
- EFL 트로피 : 준우승 (1997-98)

### 클럽 (지도자)
AFC 본머스
- EFL 리그 원 : 준우승 (2012-13)
- EFL 리그 투 : 준우승 (2009-10)
- EFL 챔피언십 : 우승 (2014-15)

뉴캐슬 유나이티드
- 프리미어리그 : 4위 (2022-23)
- EFL컵 : 우승 (2024-25), 준우승 (2022-23)

### 개인
- EFL 리그 원 이달의 감독상 : 2012년 11월, 2013년 4월
- EFL 챔피언십 이달의 감독상 : 2014년 10월, 2015년 3월
- EFL 어워드 : EFL 챔피언십 2010년대의 감독
- 리그 지도자 협회 선정 올해의 감독상 : 2015
- 리그 지도자 협회 선정 EFL 챔피언십 올해의 감독상 : 2014-15
- 프리미어리그 이달의 감독상 : 2017년 3월, 2018년 1월/10월, 2022년 2월/10월